# Cimanuk (Cikalong)
Cimanuk is een bestuurslaag in het regentschap Tasikmalaya van de provincie West-Java, Indonesië. Cimanuk telt 3682 inwoners (volkstelling 2010).